# Abebe Aregai
Abebe Aregai (Abdella, 18 agosto 1903 – Addis Abeba, 17 dicembre 1960) è stato un militare e politico etiope, primo ministro dell'Etiopia dal 1957 al 1960.
Fu uno dei capi principali della Resistenza abissina contro l'occupazione italiana (1936-1941) seguita alla Guerra d'Etiopia.

## Biografia
Capo della polizia di Addis Abeba al momento della conquista italiana (seconda guerra d'Etiopia, 1935), non accettò di arrendersi al governo di occupazione, condusse la resistenza armata e fu uno dei capi principali degli arbegnuoc (i patrioti etiopici) fino alla sconfitta degli italiani ottenuta nel 1941, durante la seconda guerra mondiale, grazie all'intervento delle truppe imperiali britanniche.
Tornato sul trono, l'imperatore Haile Sellasie lo nominò ministro della guerra e gli affidò la brutale campagna di repressione della sollevazione del Tigray, condotta con successo, e infine lo nominò primo ministro il 27 novembre 1957.
Venne assassinato dai cospiratori del colpo di Stato del 1960.